# Petit lac Nominingue
Petit lac Nominingue är en sjö i Kanada.   Den ligger i regionen Laurentides och provinsen Québec, i den sydöstra delen av landet, 120 km nordost om huvudstaden Ottawa. Petit lac Nominingue ligger 245 meter över havet.
I omgivningarna runt Petit lac Nominingue växer i huvudsak blandskog. Runt Petit lac Nominingue är det mycket glesbefolkat, med 6 invånare per kvadratkilometer.